# Ligne Foch
 (août 2017).
Si vous disposez d'ouvrages ou d'articles de référence ou si vous connaissez des sites web de qualité traitant du thème abordé ici, merci de compléter l'article en donnant les références utiles à sa vérifiabilité et en les liant à la section « Notes et références ».

La ligne Foch, en vert foncé.

La ligne Foch était une ligne de démarcation temporaire entre la Pologne et la Lituanie proposée par la Triple-Entente après la Première Guerre mondiale. 

## Histoire
Le tracé de la ligne proposé par le maréchal Foch fut accepté par la Conférence des Ambassadeurs en 1919. 
Moyennant quelques petits ajustements, la ligne Foch servit de base pour mettre fin à la guerre polono-lituanienne. 
Dans la région de Suwałki, le tracé de la frontière actuelle entre la Pologne et la Lituanie est resté fidèle au tracé de la ligne Foch.